# Nicktoons (Statele Unite)
Nicktoons este un canal de televiziune american de televiziune cu plata care este deținut de Paramount Global. Orientat către copiii cu vârsta cuprinsă între 7 și 11 ani, canalul transmite seriale originale de animație din rețeaua soră Nickelodeon.
La data de decembrie 2023, Nicktoons este disponibil la aproximativ 43 de milioane de gospodării cu televiziune cu plată din Statele Unite, în scădere de la vârful său din 2013 de 69 de milioane de gospodării.